# Transitverkehr
Der Transitverkehr (aus lateinisch transitus, „das Hinübergehen“, „Übergang“) ist allgemein der Personen- oder Güterverkehr durch Staaten, die weder Ausgangsort noch Bestimmungsort des Transports sind.

## Allgemeines
Transitverkehr ist die Durchfuhr von Waren oder die Durchreise von Personen durch ein Land, gehört also entweder zum Güter- oder zum Personentransport. Der Staat, den Personen oder Waren durchqueren, ist mithin weder Ausgangs- noch Zielgebiet und wird Transitland genannt.
Der Transitverkehr durch die DDR erlangte Publizität mit der Berlin-Blockade durch die Sowjetunion ab Juni 1948, als die Westalliierten West-Berlin weder auf Landwegen noch auf Wasserwegen erreichen konnten. Erst das im Juni 1972 in Kraft getretene Viermächteabkommen über Berlin ermöglichte einen ungehinderten Transitverkehr von und nach West-Berlin. Der Transitverkehr bestand darin, dass die DDR von Westdeutschland nach West-Berlin oder umgekehrt durchquert werden musste und die DDR deshalb als Transitland galt.

## Transithandel
Der Transithandel ist neben dem Export und Import eine Grundform des Außenhandels und dadurch gekennzeichnet, dass die Lieferung nicht direkt vom Exporteur an den Importeur erfolgt, sondern ein Dritter aus einem anderen Land zwischengeschaltet ist. Nach der Legaldefinition des § 2 Abs. 17 AWG ist der Transithandel „jedes Geschäft, bei dem Inländer im Ausland befindliche Waren oder in das Inland gelieferte, jedoch einfuhrrechtlich noch nicht abgefertigte Waren von Ausländern erwerben und an Ausländer veräußern.“ Der Transithandel setzt sowohl einen Import als auch einen Export voraus, die Transitgüter erfahren im Transitland keine Veränderung durch Be- oder Verarbeitung oder Weiterverarbeitung, auch keine Lagerung.

## Politische Regelungen
Viele Staaten haben für den Transitverkehr Reisebestimmungen wie beispielsweise Transitvisa erlassen. Im Fall von Exklaven eines Staates, die nur über einen anderen Staat erreichbar sind, lösen Transitbestimmungen häufig zwischenstaatliche Probleme. Beispiele sind Ostpreußen, das in der Zwischenkriegszeit vom übrigen Deutschen Reich durch den Polnischen Korridor getrennt war. Seit der Unabhängigkeit Litauens, Lettlands und Belarus mit dem Zerfall der Sowjetunion ist die russische Oblast Kaliningrad vom Mutterland getrennt und durch Transitverkehr mit diesem verbunden. Für Österreich galt ab dem Beitritt zur Europäischen Union 1995 ein Transitvertrag, der 2003 endete.
Die Europäische Verkehrsministerkonferenz hat den Zugang zum Markt des grenzüberschreitenden Güterkraftverkehrs  im Dreiländerverkehr mit der CEMT-Genehmigung geregelt.

## Zollrecht
Im europäischen Zollrecht ist dann vom Transitverkehr („Durchfuhr“) die Rede, wenn eine Ware durch ein Staatsgebiet transportiert wird, ohne dort  eingeführt und zum freien Warenverkehr abgefertigt (umgangssprachlich „verzollt“) zu werden oder eine sonstige zollrechtliche Bestimmung erhält, wie beispielsweise das Verbringen in ein Zolllager oder die Wiederausfuhr (siehe auch Zollrechtliche Versandverfahren).
Die andere Möglichkeit des Grenzverkehrs ist der Wechselverkehr, auch als Ziel- und Quellverkehr bezeichnet.
Das TIR-Verfahren dient der zollrechtlichen Vereinfachung des grenzüberschreitenden Warenverkehrs. Die Europäische Verkehrsministerkonferenz hat den Zugang zum Markt des grenzüberschreitenden Güterkraftverkehrs  im Dreiländerverkehr mit der CEMT-Genehmigung geregelt.

## Flugverkehr
Im Passagierflugverkehr kann es bei Zwischenlandungen an Flughäfen zu einer besonderen Abfertigung von ankommenden Passagieren kommen, wenn diese in den Flughafenterminal geführt werden, ohne dass sie ihr Flugziel erreicht haben. Sie werden deshalb hinsichtlich der Einreisebestimmungen auf diesem Flughafen nicht kontrolliert. Hierfür ist eine bestimmte Wartehalle vorgesehen, die als Transitzone bezeichnet wird, von den übrigen Wartebereichen isoliert ist und nicht verlassen werden kann. Transitpassagiere verweilen dort so lange, bis sie mit demselben Flugzeug den Flughafen wieder verlassen können.
Für den Schengen-Raum sowie für Island, Liechtenstein, Norwegen und die Schweiz legt Artikel 3 in Verbindung mit Anhang IV der Verordnung (EG) Nr. 810/2009 (Visakodex) fest, welche Personen für den Aufenthalt im Transitbereich über ein Transitvisum verfügen müssen. Für eine grafische Darstellung der Staaten, deren Staatsangehörige für den Transit über Schengen-Staaten nach Annex IV dieser EU-Verordnung ein Visum benötigen (siehe: Artikel „Visum“, Abschnitt „Visa nach dem Schengen-Recht“).
Transitbereiche gibt es nur in einigen internationalen Großflughäfen, sonst werden Transitreisende nochmals der Einreisekontrolle, der Sicherheitskontrolle und der Zollkontrolle unterzogen. Hinderungsgrund ist der Verwaltungsaufwand für die Steuerung der Reisenden und besonderen  Gängen (Kostenfaktor, bauliche Gegebenheiten).

## Sonstiges
Eine Sonderform des Transitverkehrs ist der so genannte Hufeisenverkehr. Hier wird der Verkehr zwischen zwei Orten eines Staatsgebietes durch ein fremdes Staatsgebiet geführt, um verkehrstechnisch oder wirtschaftlich günstigere Wege auszunutzen.
Die andere Möglichkeit des Grenzverkehrs ist der Wechselverkehr, auch als Ziel- und Quellverkehr bezeichnet, und der so genannte kleine Grenzverkehr.